# Абсолют (водка)
Absolut Vodka — шведская торговая марка водки. Производится компанией Vin & Sprit.
В марте 2008 года шведское правительство, владевшее компанией Vin & Sprit, через аукцион продало 100 процентов акций этой компании французской фирме Перно Рикар (Pernod Ricard).

## История
Название «Абсолют Водка», которое получил абсолютно новый продукт в 1979 году, произошло частично из шведского напитка «Абсолют Ренат Брэнвин» (Absolut Renat Brännvin, абсолютно чистое «сваренное» вино — название, говорившее о способе его приготовления путём перегона или «варения» спиртосодержащей массы) и из водки.
Первоначальные концепции, разработанные маркетологами, пытались подчеркнуть шведские корни новой марки. По одной из них, водку хотели назвать «Водкой шведских блондинов» с изображением на этикетке викингов, занимающихся разбоем, а по другой — «Водкой царского двора» с изображением графина, покрытого инеем. Предлагалось даже завернуть бутылку в бумагу. Однако ни одна из идей не давала должного представления о качестве и происхождении водки.
Решение пришло после того, как была выбрана форма бутылки. Специалист по рекламе Гуннар Броман разглядывал витрину антикварного магазина в Стокгольме и неожиданно увидел там шведскую аптечную бутыль. Она была элегантной, нестандартной, простой в очертаниях и очень «шведской». Нескольким дизайнерам поручили доработать форму бутылки, после чего решили вообще отказаться от этикетки, чтобы не закрывать кристально чистое содержание бутылки.
Интересным фактом в истории маркетинга данного продукта, является прецедент, описанный в книге «Потреблятство. Болезнь, угрожающая миру». В журнале «Рекламные шутники» (Adbusters), была опубликована антиреклама, высмеивающая продукт в изображении. На опубликованном плакате была изображена слегка расплавленная пластиковая бутылка водки «Абсолют», а внизу плаката была помещена надпись: «Абсолютная импотенция. Напиток усиливает желание, но затрудняет его удовлетворение».
Сегодня «Абсолют» является третьей по величине торговой маркой алкогольных спиртных напитков в мире после Bacardi и Smirnoff, которые реализуются в 126 странах. Крупнейшим экспортным рынком являются США, где в 2003 году было продано около 73 млн литров.
В 1979 году шведская государственная компания V&S Vin&Spirit AB начала массовый экспорт высококачественной водки, отметив таким образом столетие национального продукта под названием Rent Brännvin.

## Сорта[3]

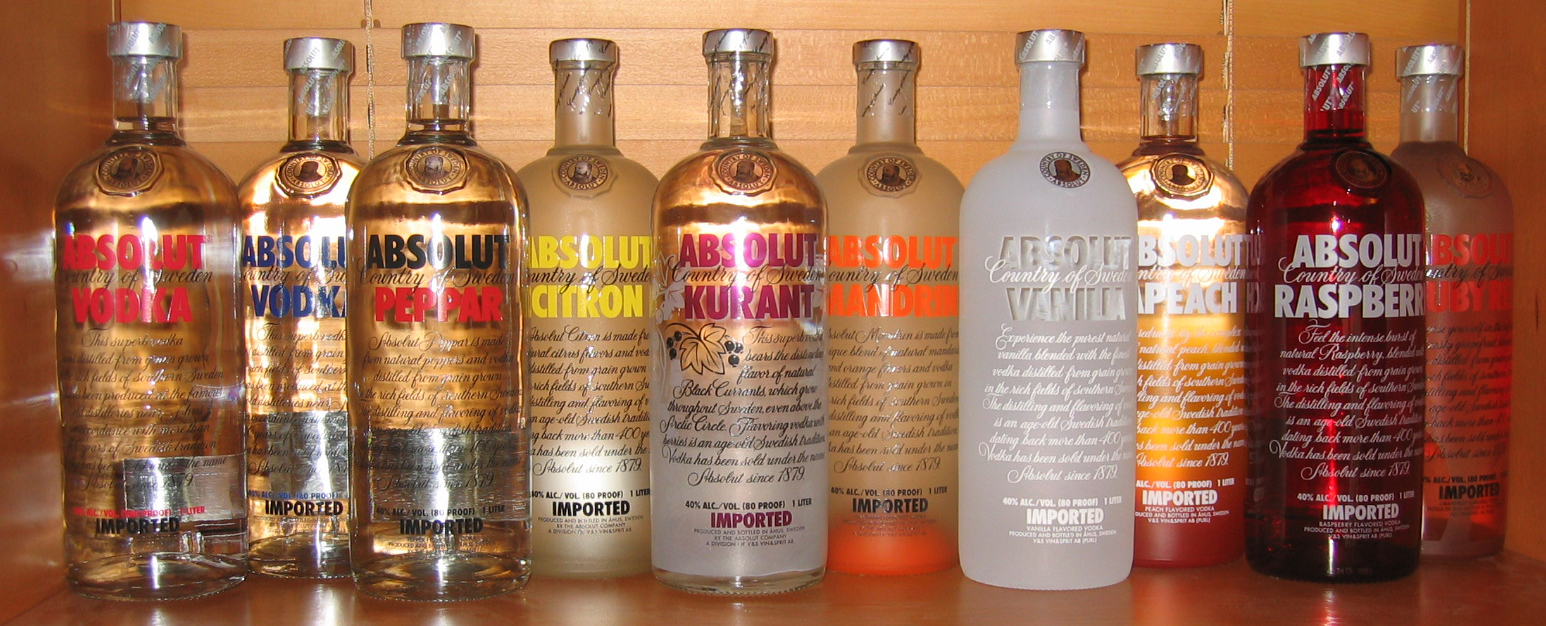
Несколько видов водки Абсолют

- Absolut Vodka (Blue Label выпускается с 1979, содержание алкоголя 40 %)
- Absolut Vodka (Red Label, содержание алкоголя 50 %) — производство остановлено
- Absolut Peppar (выпускается с 1986 с ароматом перца)
- Absolut Citron (выпускается с 1988 с ароматом цитрусовых фруктов)
- Absolut Kurant (выпускается с 1992 с ароматом чёрной смородины)
- Absolut Mandrin (выпускается с 1999 с ароматом апельсина и мандарина)
- Absolut Vanilia (выпускается с 2003 с ароматом ванили)
- Absolut Raspberri (выпускается с 2004 с ароматом малины)
- Absolut Peach (выпускается с 2005 с ароматом персика)
- Absolut Ruby Red (выпускается с 2006 с ароматом грейпфрута)
- Absolut Pears (выпускается с 2007 с ароматом груши)
- Absolut Mango (выпускается с 2008 с ароматом манго)
- Absolut Level (выпускается с 2004) — производится в определённых странах
- Absolut 100 (выпускается с 2007, содержание алкоголя 50 %)
- Absolut Berri Acai (выпускается с 2010 с ароматом асаи (евтерпе))
- Absolut WILD TEA (black tea, elderflower flavor, выпускается с 2010)
- Absolut ORIENT APPLE (имбирное яблоко, same taste as Absolut BROOKLYN and Absolut SVEA, выпускается с 2011)
- Absolut GRAPEVINE white grape, dragon fruit & papaya flavor (выпускается с 2011)
- Absolut Miami (выпускается с 2012 с ароматом цитрусовых)
- Absolut Cut (выпускается с 2005, содержание алкоголя 7 %, с четырьмя различными ароматами) — производится в Канаде с 2005 года и в Австралии с 2006

### Особые сорта

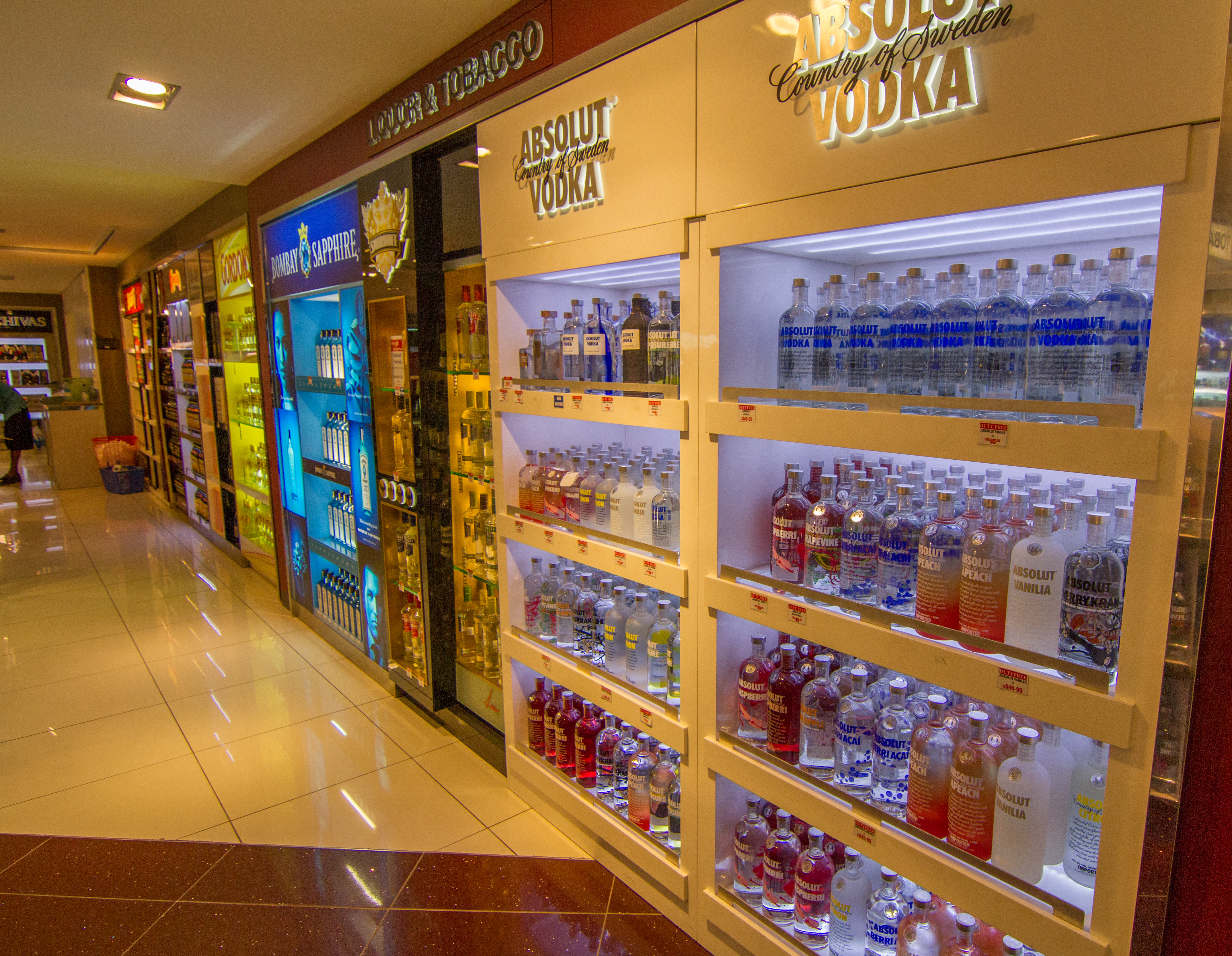
Absolut Vodka в магазине беспошлинной торговли в аэропорту Нанди, Фиджи

- Absolut Vodka Masquerade, Абсолют Маскарад — классическая Водка Абсолют в подарочной упаковке.
- Absolut Vodka Disco, Абсолют Диско — классическая Водка Абсолют в подарочной упаковке.
- Absolut Rock Edition, Абсолют Рок — классическая Водка Абсолют в подарочной упаковке, выпущенная по поводу 40-летней годовщины фестиваля Woodstock.
- Absolut Colors — ограниченная «радужная» серия по мотивам флага LGBT-движения, который в 2008 году отмечает своё тридцатилетие и «прошло почти тридцать лет с тех пор, как Absolut выпустил свою первую LGBT-рекламу».[4]

### Рекорды
В 1998 г. американский дуэт «Арт гайз» Майкл Гэлбрэт и Джек Мэсинг получили задание создать щит с текстом: «АБСОЛЮТная Тысяча Слоёв Краски» для рекламы водки «Абсолют». На стенде в Хьюстоне (Техас, США) изображена бутылка высотой 4,27 м. В течение 7 месяцев Бернард Бранон покрывал щит 1000 слоями краски разных цветов.